# Canadese federale verkiezingen 2011
De Canadese federale verkiezingen van 2011 werden op 2 mei 2011 gehouden. De Canadese bevolking stemde toen voor alle 308 zetels van het Lagerhuis.
De verkiezingen werden op 2 mei 2011 uitgeschreven nadat minister-president Stephen Harper om ontbinding van het parlement had gevraagd. Op 25 maart 2011 viel Harpers minderheidskabinet doordat een motie van wantrouwen ingediend door de Liberale Partij van Canada werd aangenomen. Deze motie keerde zich tegen Harpers rijksbegroting en werd door alle oppositiepartijen gesteund.
De verkiezingen werden gewonnen door de Conservatieve Partij van Canada, die voor het eerst zelfstandig een meerderheidsregering kan vormen. Ook de sociaaldemocratische Nieuwe Democratische Partij won fors. De Liberale Partij leed een historische nederlaag, evenals het Bloc Québécois, dat bijna al haar zetels verloor. De Groene Partij kwam voor het eerst in het parlement doordat partijleidster Elizabeth May een zetel veroverde ook al ging de partij er qua stemmenaantal fors op achteruit.

## Resultaat
|  | Partij                      | Leider            | Stemmen   | Percentage '08 | Percentage '11 | Verschil | Zetels '08 | Zetels '11 | Zetelverschil |
|  | --------------------------- | ----------------- | --------- | -------------- | -------------- | -------- | ---------- | ---------- | ------------- |
|  | Conservatieve Partij        | Stephen Harper    | 5.832.401 | 37,64%         | 39,62%         | +1,96    | 143        | 166        | +23           |
|  | Nieuwe Democratische Partij | Jack Layton       | 4.508.474 | 18,18%         | 30,63%         | +12,44   | 36         | 103        | +67           |
|  | Liberale Partij             | Michael Ignatieff | 2.783.175 | 26,26%         | 18,91%         | -7,36    | 77         | 34         | -43           |
|  | Bloc Québécois              | Gilles Duceppe    | 889.788   | 9,98%          | 6,04%          | -3,94    | 47         | 4          | -43           |
|  | Groene Partij               | Elizabeth May     | 576.221   | 6,78%          | 3,91%          | -2,87    | 0          | 1          | +1            |
|  | Onafhankelijken             |                   | 72.731    | 0,65%          | 0,49%          |          | 2          | 0          | -2            |
|  | Totaal                      |                   |           |                |                |          | 308        | 308        |               |